# Wetamo
Wetamo was een Duitstalige stripreeks uit Nederland die getekend en geschreven werd door Hans G. Kresse. De enige strip, De heks van Pocasset, werd uitgegeven in 1985.

## Verhaal
Wetamo gaat over de ontdekking van Amerika door Christoffel Columbus en het lot van de indianen.